# Bolobo
Bolobo – miasto w Demokratycznej Republice Konga, w prowincji Mai-Ndombe.